# Стиванелло, Джорджо
Джорджо Стиванелло (итал. Giorgio Stivanello; 13 июля 1932, Венеция — 18 мая 2010, Виченца) — итальянский футболист, игравший на позиции защитника.

## Карьера
Начал профессиональную карьеру в клубе «Венеция». В 1953 году он переходит в «Падову», которая выступала в Серии B. В сезоне 1954/55 он вместе с командой выходит в Серию А.
В 1956 году итальянец начинает играть за «Ювентус», где он выступает в течение шести лет. Его лучшим сезоном можно считать 1956/57, в котором он забил 11 голов и вместе с Антонио Монтико был признан лучшим защитником своей команды. В составе «Ювентуса» Стиванелло трижды (1957/58, 1959/60, 1960/61) выигрывал скудетто и дважды (1958/59, 1959/60) становился обладателем Кубка Италии.
В 1962 году итальянский футболист вернулся в «Венецию», где за сезон 1962/63 отыграл 7 матчей и забил 2 гола. Последним клубом в карьере футболиста стал «Ези», в котором он завершил после сезона 1963/64